# Thymidylat-Synthase
Thymidylat-Synthase ist ein Enzym der Biosynthese von dTMP, (d für Desoxynukleotide; TMP für Thymidinmonophosphat) das Uracil in Form von Uridinmonophosphat methyliert. Die Anwesenheit ausreichender Mengen dTMP ist notwendig für die DNA-Reparatur und ihre Replikation. Das Enzym ist daher Target für Zytostatika wie 5-Fluoruracil, Tegafur, Capecitabin, Methotrexat, Pemetrexed und Raltitrexed, die es hemmen. Resistenzen gegen diese Medikamente treten in Personen auf, die einen Überschuss des Enzyms produzieren. TYMS konkurriert mit dem Enzym MTHFR, das Homocystein zu Methionin umwandelt, um den Kofaktor Methylen-Tetrahydrofolat.

## Synthese
Das für TYMS codierende Gen ist in allen Eukaryoten zu finden. Es erstreckt sich beim Menschen in 6 Exons über 15 Kilobasen auf Chromosom 18. Das Protein ist 313 Aminosäuren lang und 35,7 kDa schwer.

## Katalysierte Reaktion

Die durch TYMS katalysierte Reaktion

Die Synthese von dTMP (1b) aus dUMP (1a) wird durch die Thymidylat-Synthase (A) katalysiert. Die Methylgruppe stammt aus N5,N10-Methylentetrahydrofolat (2), das zu 7,8-Dihydrofolat (3) umgesetzt wird. Beim Rest R1 handelt es sich um 1-(2-Desoxy-β-D-ribofuranosyl)-, R2 ist -benzoylglutaminsäure.

## Medizinische Bedeutung
Thymidilat-Synthase wird gehemmt vom Zytostatikum 5-Fluorouracil, das vor allem bei kolorektalen Karzinomen und Magenkarzinomen eingesetzt wird.